# Capilla de la Inmaculada Concepción (Huacalera)
La Capilla de la Inmaculada Concepción es un templo católico bajo la advocación de la Inmaculada Concepción de María, el cual se encuentra ubicado en el pueblo de Huacalera, en la provincia argentina de Jujuy. Construida en 1655, en sus proximidades se produjo el descarnamiento del general Juan Galo de Lavalle, muerto en San Salvador de Jujuy en 1841. Fue declarada Monumento Histórico Nacional el 14 de julio de 1941.